# Алваро Обрегон
Алваро Обрегон Салидо (шп. Álvaro Obregón Salido; Навохоа, 19. фебруар 1880 — Мексико Сити, 17. јул 1928) био је мексички политичар и један од предводника Мексичке револуције.

## Биографија
Рођен је у држави Сонора, могуће је да је био делимично и ирског порекла. У политику је ушао 1911. године када је постао градоначелник места Уатабампо.
Подупирао је Мадера, након што је овај свргнуо с власти дугогодишњег председника Порфирија Дијаза. Већ је 1912. године Викторијано Уерта уз помоћ америчког амбасадора срушио Мадера, па се Обрегон придружио Вентустијану Каранзи против Уерте. Међутим, од 1917. се борио против Каранце који је владао као диктатор. Борио се у четири битке 1915. против Панча Виље и сваки пут победио, али је изгубио десну руку. Модернизовао је ратовање употребом митраљеза и савременим начином ратовања.
Године 1920. постао је председник Мексика, а његова победа означила је завршетак насилне етапе Мексичке револуције. Мандат му је трајао четири године, током којег је најзначајнији потез била аграрна реформа, односно подела значајних делова земље беземљашима. На изборима 1924. победио га је Плутарко Елијас Каљес, а он се вратио на свој посед у Сонори.
Године 1928. Обрегон је победио на изборима за други мандат, али га је пре преузимања мандата у ресторану у Мексико Ситију убио један семеништарац који се противио његовим антиклерикалним реформама.